# Zasjeda u Borovu Selu
Zasjeda u Borovu Selu je hrvatski dokumentarni film iz 2020.
U noći s 1. na 2. svibnja 1991. u Borovu Selu četnici zarobljavaju dvojicu osječkih policajaca. Idući dan njihovi kolege dobivaju zapovijed osloboditi ih. Dolaze u središte sela i upadaju u unaprijed dobro pripremljenu neprijateljsku zasjedu (Pokolj u Borovu Selu). U borbi za goli život probijaju se do Mjesne zajednice ne bi li konačno oslobodili dvojicu svojih kolega. U tom proboju ginu dvanaestorica hrvatskih redarstvenika. Ali njihovih kolega više nema u selu.
Tko je i zašto poslao hrvatske redarstvenike u klopku otkriveno je u filmu "Zasjeda u Borovu Selu" o nikad do kraja ispričanoj priči o zločinu s početka Domovinskog rata.
Scenarist filma je Borna Marinić, redatelj Miljenko Manjkas, direktor fotografije Filip Starešinić, montažer Mehmed Asan, a producentica Danijela Vusić. Glazbu potpisuje Alfi Kabiljo, a produkciju Alfa d.o.o.